# کیرنیتچتال
کیرنیتچتال (به آلمانی: Kirnitzschtal) یک شهرداری سابق در آلمان است که در زاکسن واقع شده‌است. کیرنیتچتال ۲٬۰۸۳ نفر جمعیت دارد. از سال ۲۰۱۲ این شهرداری بخشی از شهرک زبنیتس شده است.
خانه

## نگار

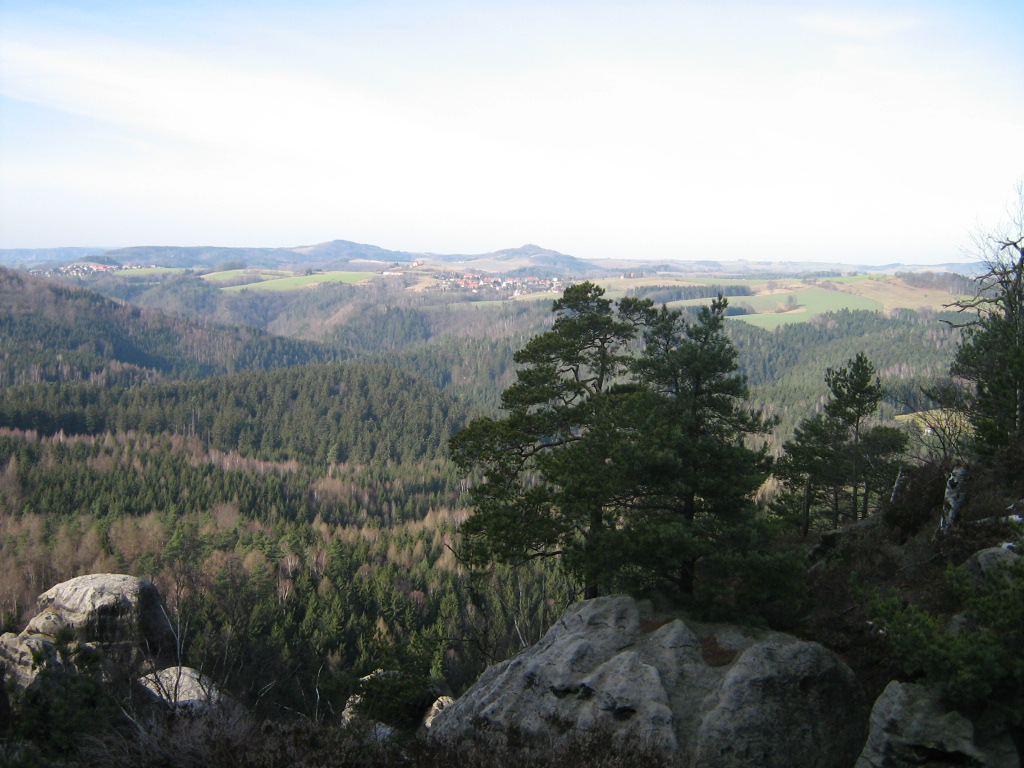
View of the Kirnitzschtal area from the Affensteine rocks
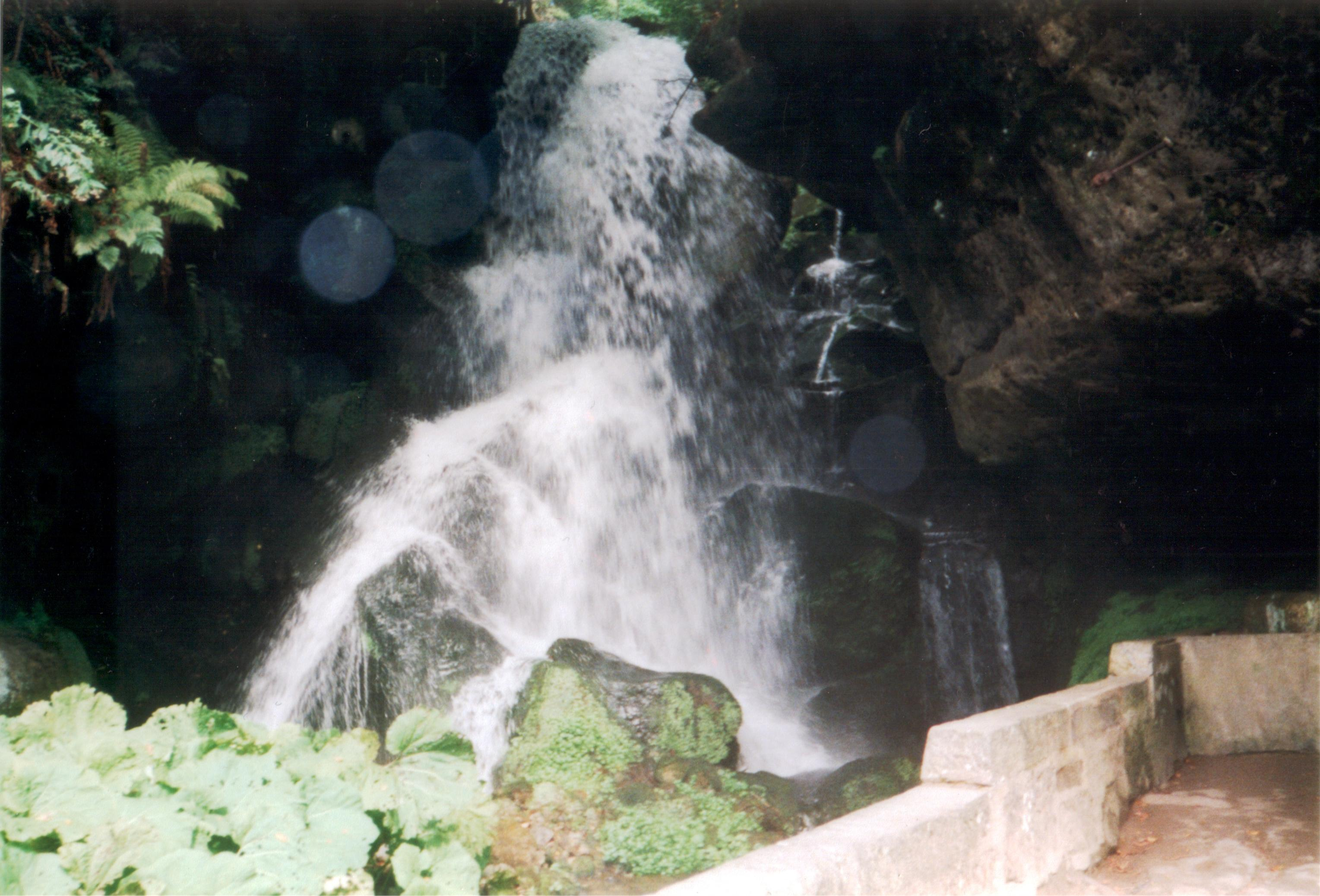
Lichtenhain Waterfall
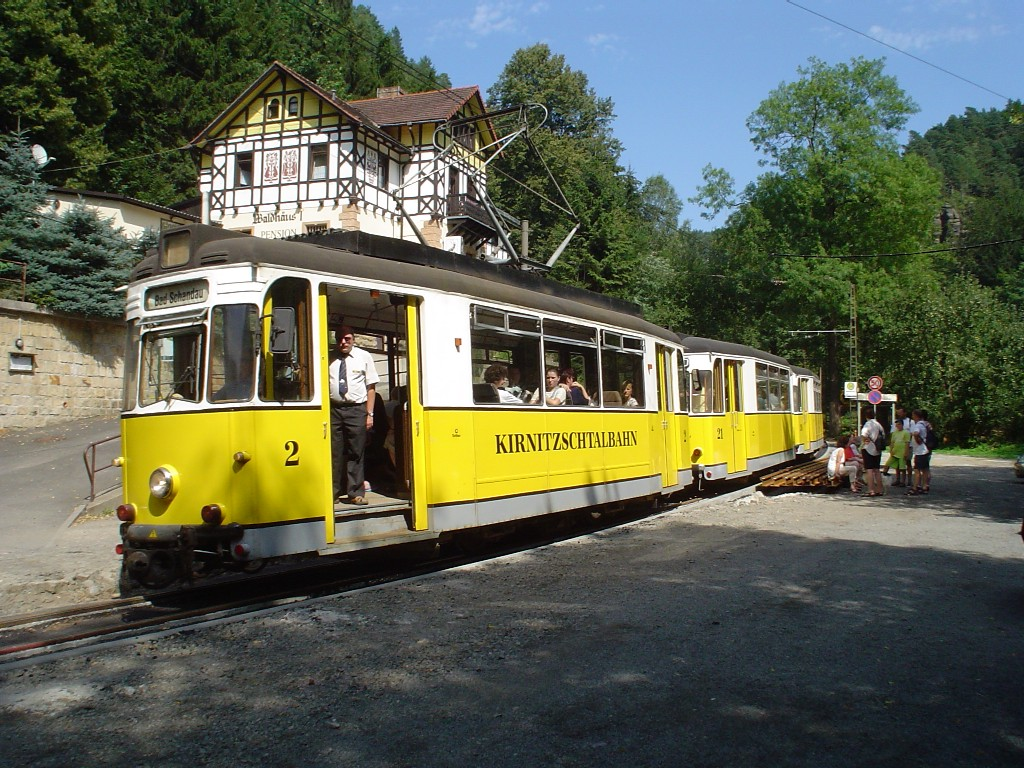
تراموا کیرنیتچتال در Forsthaus halt near Mittelndorf